# Campylopus spiralis
Campylopus spiralis är en bladmossart som beskrevs av Per Karl Hjalmar Dusén 1905. Campylopus spiralis ingår i släktet nervmossor, och familjen Dicranaceae. Inga underarter finns listade i Catalogue of Life.